# Dateisystemfehler
Unter einem Dateisystemfehler versteht man einen Defekt in den Verwaltungsdaten eines Datenträgers. Im Gegensatz zum Head-Crash ist aber in der Regel nicht die Festplatte selbst, sondern eine oder mehrere auf ihr abgelegte Dateien oder ihre Metadaten defekt. Dateien sind dann unter Umständen nicht mehr lesbar, weil in der Verzeichnisstruktur etwa eine falsche Länge abgelegt ist oder Verzeichniseinträge auf falsche Daten verweisen. Ein häufiger Fehler ist auch, dass Sektoren reserviert bleiben, obwohl sie gar keiner Datei mehr zugeordnet sind. Ursache können Systemabstürze oder nicht ordnungsgemäßes Löschen sein.

## Beheben von Dateisystemfehlern
Unter Windows wird dies zum Beispiel mittels des Tools „Checkdisk“ gemacht, das über den Befehl chkdsk aufgerufen wird. Unter Linux und anderen unixoiden Betriebssystemen steht für die möglichen Dateisysteme eine ganze Sammlung an dateisystemspezifischen Tools zur Verfügung, die mittels fsck über einen Befehl aufgerufen werden können.